# Центральний державний архів вищих органів влади та управління України
Центра́льний держа́вний архі́в ви́щих о́рганів вла́ди та управлі́ння Украї́ни (ЦДАВО України) — архівна установа, що забезпечує зберігання архівних документів органів державної влади. Архів зберігає документальні свідчення діяльності всіх владних структур, що працювали на теренах України протягом ХХ століття: від Української Центральної ради Української Народної Республіки до незалежної України.

## Історія
Історія архіву починається з 1920 року — від створення в Харкові Центрального державного архіву революції, в якому було зосереджено документи з історії революційного руху і документи центральних державних установ починаючи з 1917 року. До фондів архіву пізніше увійшли також документи, що зберігалися в Центральному архіві праці (створено 1926 року) та Всеукраїнському центральному державному архіві (створено 1930 року).
Навесні 1941 року було прийнято рішення про організацію Центрального державного архіву Жовтневої революції і соціалістичного будівництва УРСР (ЦДАЖР УРСР) у м. Києві, однак виконанню цього рішення перешкодила війна. У липні 1941 року три центральні архіви, які передбачалося об'єднати в ЦДАЖР УРСР, було евакуйовано на Урал до міста Златоуст, де вони працювали до листопада 1943 року.
У грудні 1943 року Центральний державний архів Жовтневої революції і соціалістичного будівництва УРСР розпочав свою діяльність у Києві, а його філія — у Харкові. У вересні 1945 року ЦДАЖР УРСР переведено до Харкова.
З грудня 1969 року Центральний державний архів Жовтневої революції і соціалістичного будівництва продовжує свою діяльність у Києві.
6 червня 1980 року архів отримав нову назву — Центральний державний архів Жовтневої революції, вищих органів державної влади і органів державного управління Української РСР.
У липні 1992 року назву архіву змінено на Центральний державний архів вищих органів влади та управління України (ЦДАВО України).

## Фонди
У фондах архіву широко представлено документальні свідчення діяльності різних владних структур, що працювали на теренах України протягом ХХ століття: Української Центральної ради Української Народної Республіки (березень 1917 — квітень 1918); Української Держави гетьмана Павла Скоропадського (квітень — листопад 1918); Директорії Української Народної Республіки (листопад 1918 — листопад 1920); УСРР—УРСР (1917—1991).
В архіві зберігаються унікальні документи періоду Української революції 1917—1921 років, серед них: Універсали Центральної Ради, проекти Конституції Української Народної Республіки (грудень 1917 року), Конституції Української Держави (1918 року), Універсал (Акт) про злуку Західноукраїнської Народної Республіки (ЗУНР) з Українською Народною Республікою від 22 січня 1919 року, найважливіші законодавчі документи періоду національно-визвольних змагань українського народу 1917—1921 років, документи ЗУНР, Карпатської України тощо.
Також в архіві відклалися документи місцевих органів влади протягом 1917—1920 років, комісій з виборів до Всеросійських та Українських установчих зборів, установ Добровольчої армії та головнокомандувача збройними силами Півдня Росії, дипломатичних установ іноземних держав в Україні 1917—1920 років, банків 1918—1920 років, громадських, культурно-освітніх, профспілкових організацій, політичних партій, редакцій періодичної преси.
Новітня українська історія радянського періоду в архіві представлена документами вищих органів влади і управління УСРР—УРСР (1917—1991 роки), установ, підприємств і організацій республіканського рівня, наукових установ, профспілок, громадських об'єднань, релігійних конфесій, які відображають державно-політичне, соціально-економічне, культурне життя українського суспільства, міжнародні зв'язки. Серед інших представлено документи, які зафіксували процес підготовки конституцій УСРР та УРСР, внесення змін та доповнень до них. За документами архіву можна простежити події складного переходу від радянської республіки до незалежної держави.
Тут зберігаються Акт проголошення державної незалежності України, документи і матеріали з підготовки Основного Закону України та прийняття на п'ятій сесії Верховної Ради України 28 червня 1996 року Конституції України.
У березні 1996 року фонди архіву поповнилися документами Уряду УНР в екзилі за 1946—1992 роки, що надійшли з Канади. У липні 1999 року до архіву надійшли документи Місії УНР у Швейцарії за 1919—1924 роки.
Унікальними в зібраннях архіву є й документи періоду Другої світової війни, у тому числі фонди організацій, установ, підприємств та формувань, що здійснювали режим окупації або функціонували під контролем окупаційної влади. Серед них документи фондів Штабу імперського керівника (рейхсляйтера) Розенберга для окупованих східних та західних областей, Рейхскомісаріату Україна, генерал-комісаріату пошт України та ін.
В архіві широко представлені документи Організації українських націоналістів та Української повстанської армії. У документальних колекціях архіву цього періоду також зберігаються документи про радянський партизанський та підпільний рух, про вивезення українців на примусову роботу до Німеччини, трофейні матеріали тощо.
В архіві зберігаються особові фонди відомих діячів новітньої історії України: Симона Петлюри, Володимира Винниченка, Дмитра Дорошенка, Микити Шаповала, Дмитра Антоновича, Софії Русової, Івана Огієнка, Миколи Садовського та інших.
Документи про життя та діяльність діячів української державності, науковців та митців української культури таких як Михайло Грушевський, Павло Скоропадський, Григорій Петровський, Микита Хрущов, Володимир Щербицький, Павло Тичина, Олександр Довженко, Олександр Корнійчук, Олександр Богомолець, Микола Стражеско відклалися у фондах відповідних установ та організацій ЦДАВО України.
Щорічно архів поповнюється новими надходженнями від більш ніж 300 установ-джерел комплектування, що містять інформацію про діяльність Президента України, Верховної Ради України і Кабінету Міністрів України, Конституційного та Верховного судів, Генеральної прокуратури, Вищої ради юстиції, міністерств, державних комітетів та відомств після 1991 року.